# Comuna Chiheru de Jos, Mureș
Chiheru de Jos (în maghiară: Alsóköhér, în germană: Unterkiher) este o comună în județul Mureș, Transilvania, România, formată din satele Chiheru de Jos (reședința), Chiheru de Sus, Urisiu de Jos și Urisiu de Sus.

## Demografie
Componența etnică a comunei Chiheru de Jos
     Români (87,68%)
     Romi (7,78%)
     Alte etnii (4,54%)
Componența confesională a comunei Chiheru de Jos
     Ortodocși (92,45%)
     Greco-catolici (2,5%)
     Alte religii (1,14%)
     Necunoscută (3,92%)
Conform recensământului efectuat în 2021, populația comunei Chiheru de Jos se ridică la 1.762 de locuitori, în creștere față de recensământul anterior din 2011, când fuseseră înregistrați 1.644 de locuitori. Majoritatea locuitorilor sunt români (87,68%), cu o minoritate de romi (7,78%). Din punct de vedere confesional, majoritatea locuitorilor sunt ortodocși (92,45%), cu o minoritate de greco-catolici (2,5%), iar pentru 3,92% nu se cunoaște apartenența confesională.

## Politică și administrație
Comuna Chiheru de Jos este administrată de un primar și un consiliu local compus din 11 consilieri. Primarul, Mihai-Dan Runcan[*], de la Partidul Social Democrat, este în funcție din 1 noiembrie 2024. Începând cu alegerile locale din 2024, consiliul local are următoarea componență pe partide politice:
|  | Partid                          | Consilieri | Componența Consiliului | Componența Consiliului | Componența Consiliului | Componența Consiliului | Componența Consiliului |
|  | ------------------------------- | ---------- | ---------------------- | ---------------------- | ---------------------- | ---------------------- | ---------------------- |
|  | Partidul Social Democrat        | 5          |                        |                        |                        |                        |                        |
|  | Partidul Național Liberal       | 4          |                        |                        |                        |                        |                        |
|  | Alianța pentru Unirea Românilor | 1          |                        |                        |                        |                        |                        |
|  | Partidul Mișcarea Populară      | 1          |                        |                        |                        |                        |                        |

## Atracții turistice
- Biserica de lemn din Chiheru de Jos
- Biserica de lemn din Urisiu de Jos
- Biserica de lemn din Urisiu de Sus
- Mănăstirea Greco-Catolică din satul Chiheru de Jos
- Castru roman "La Fânațe-Cetățelele" de lângă satul Chiheru de Sus
- Dealurile Târnavelor și Valea Nirajului (arie de protecție specială avifaunistică)

## Imagini

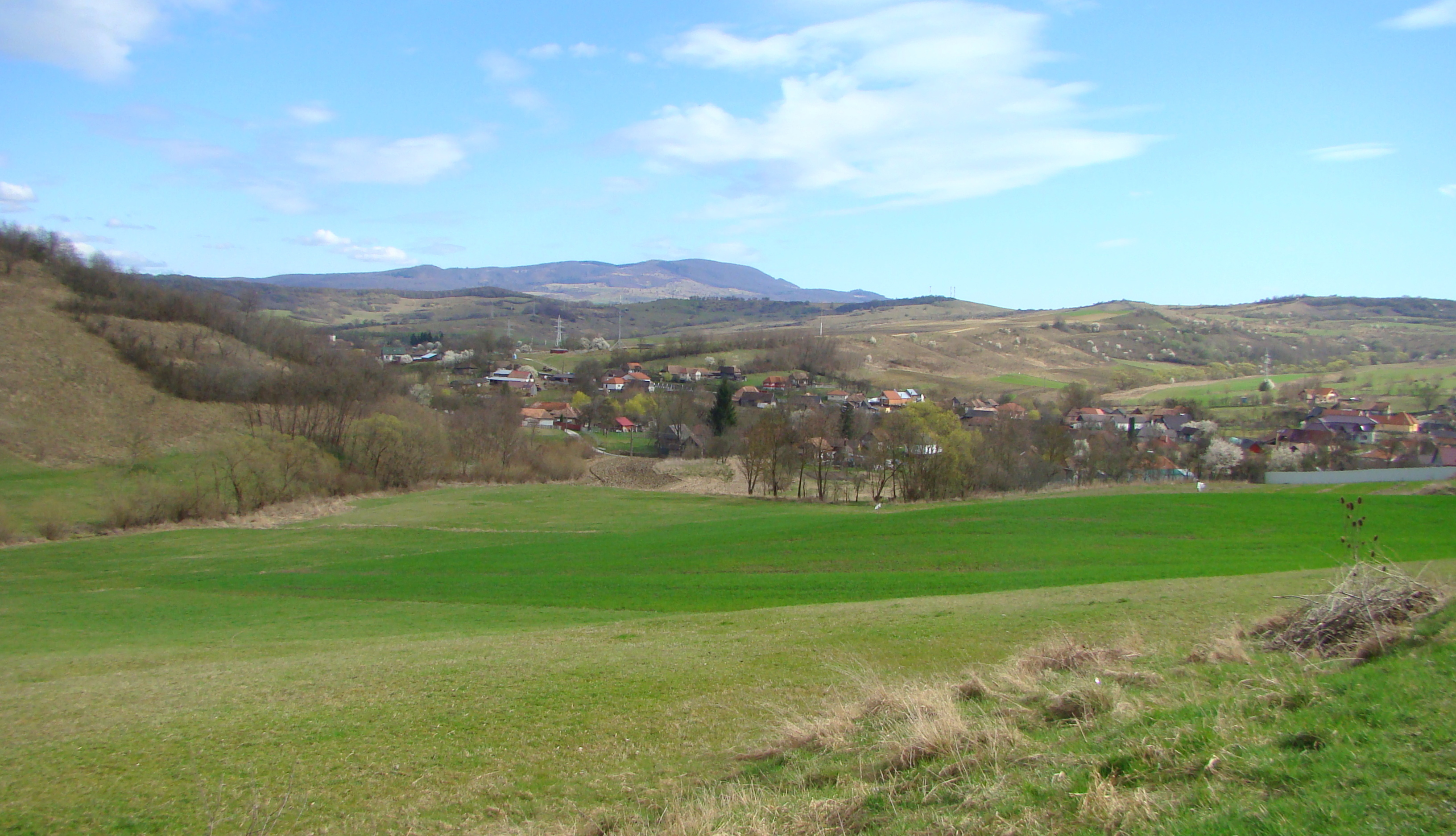
Chiheru de Jos
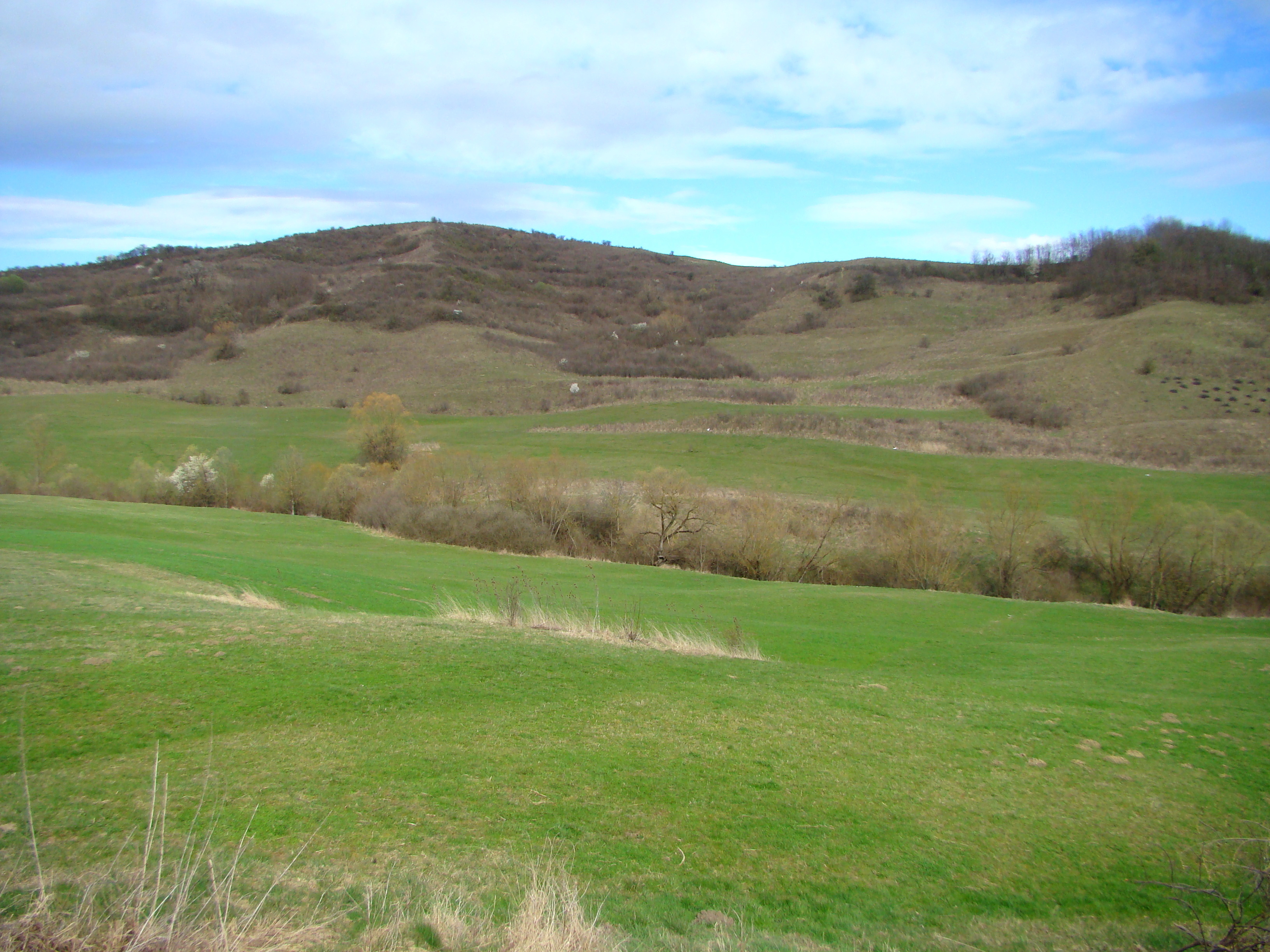
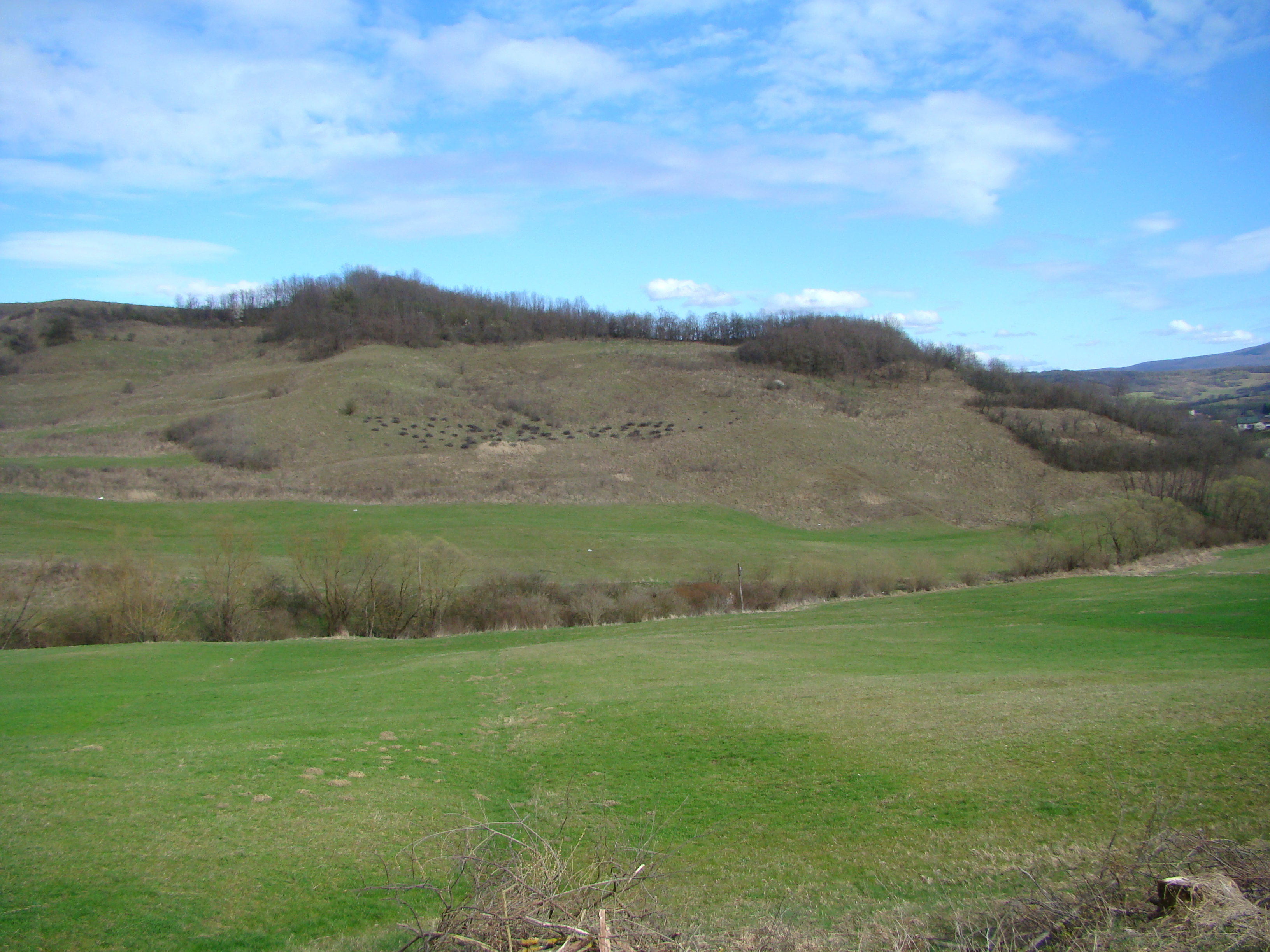
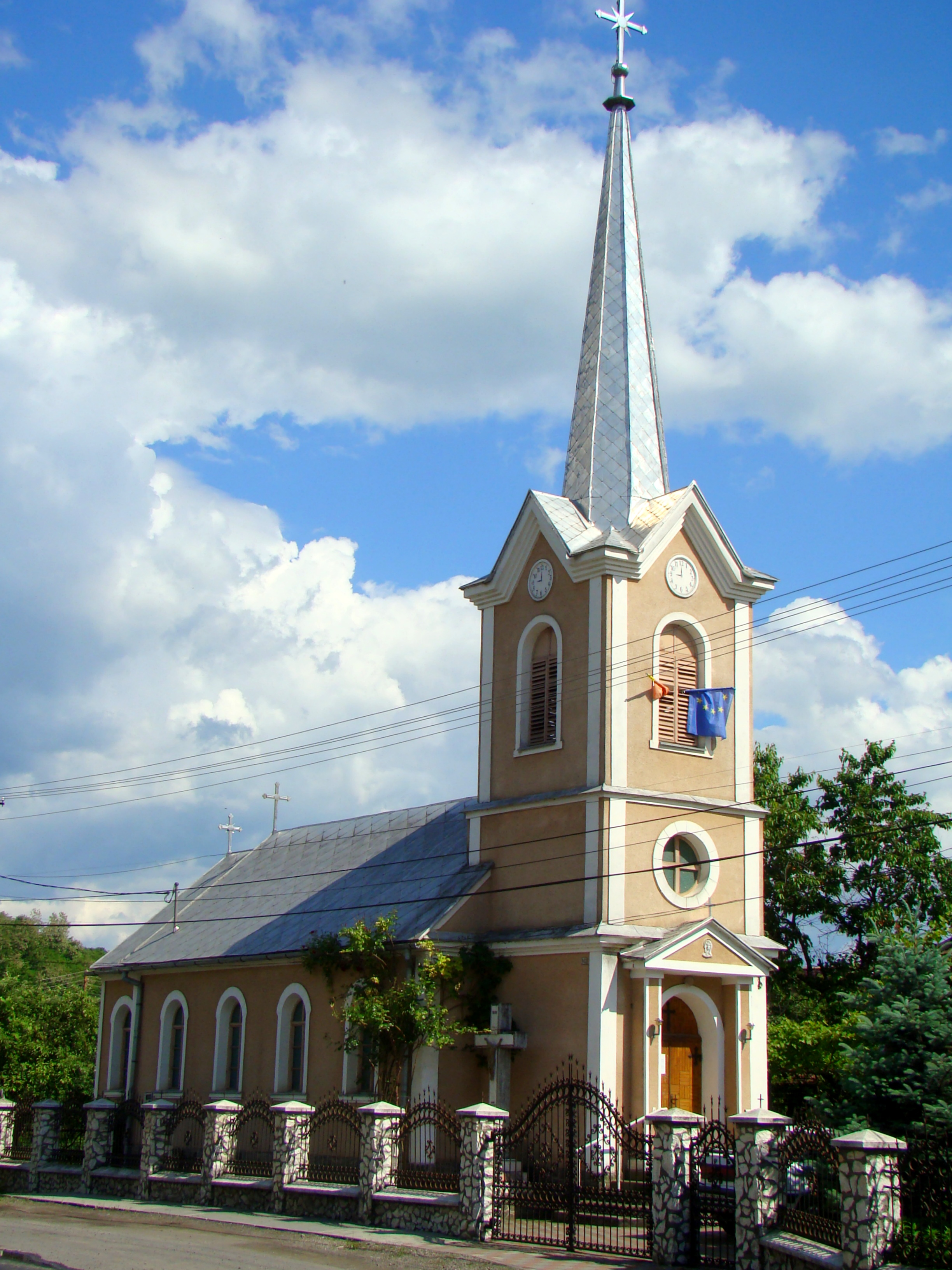
Biserica greco-catolică
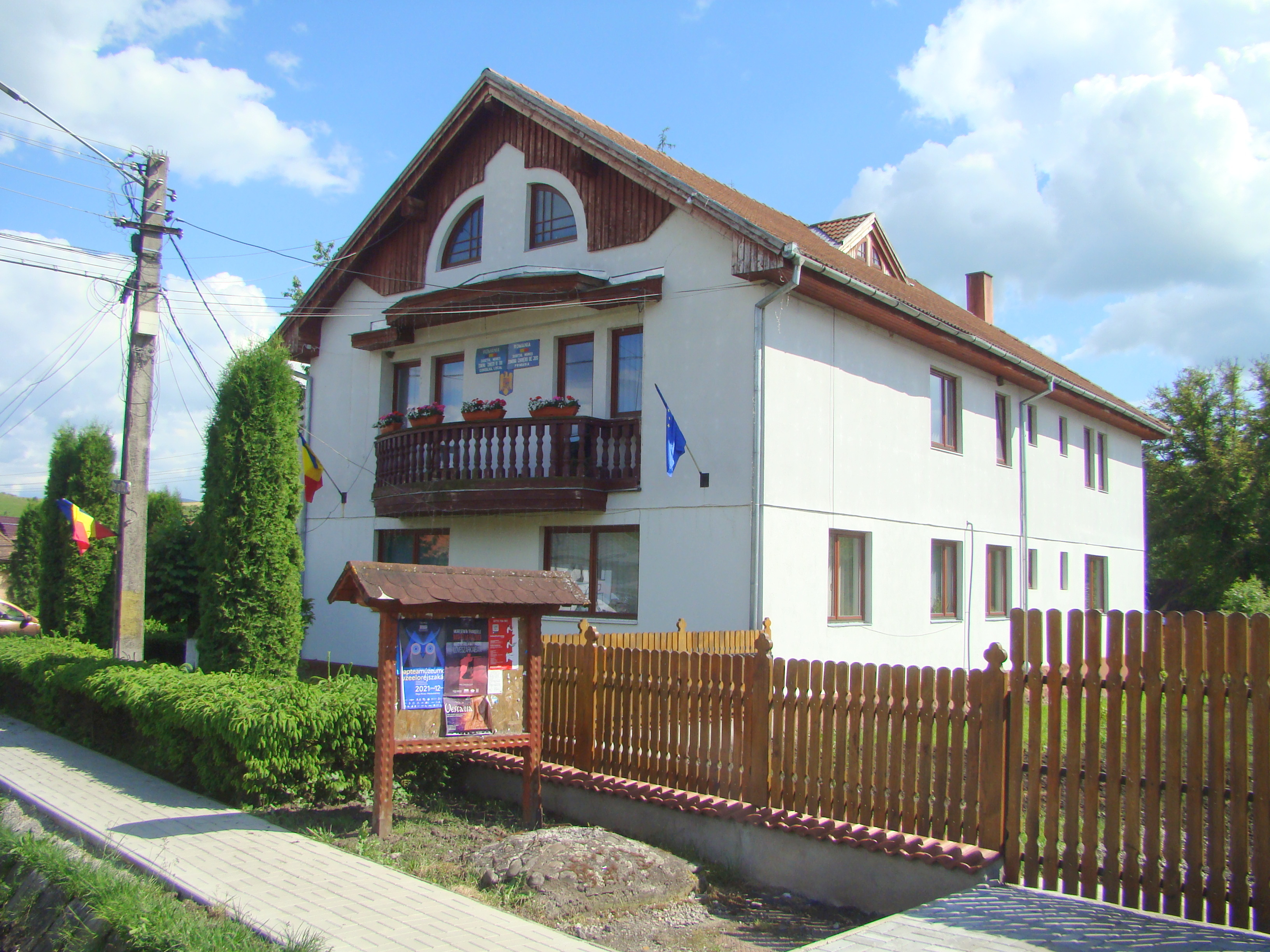
Primăria
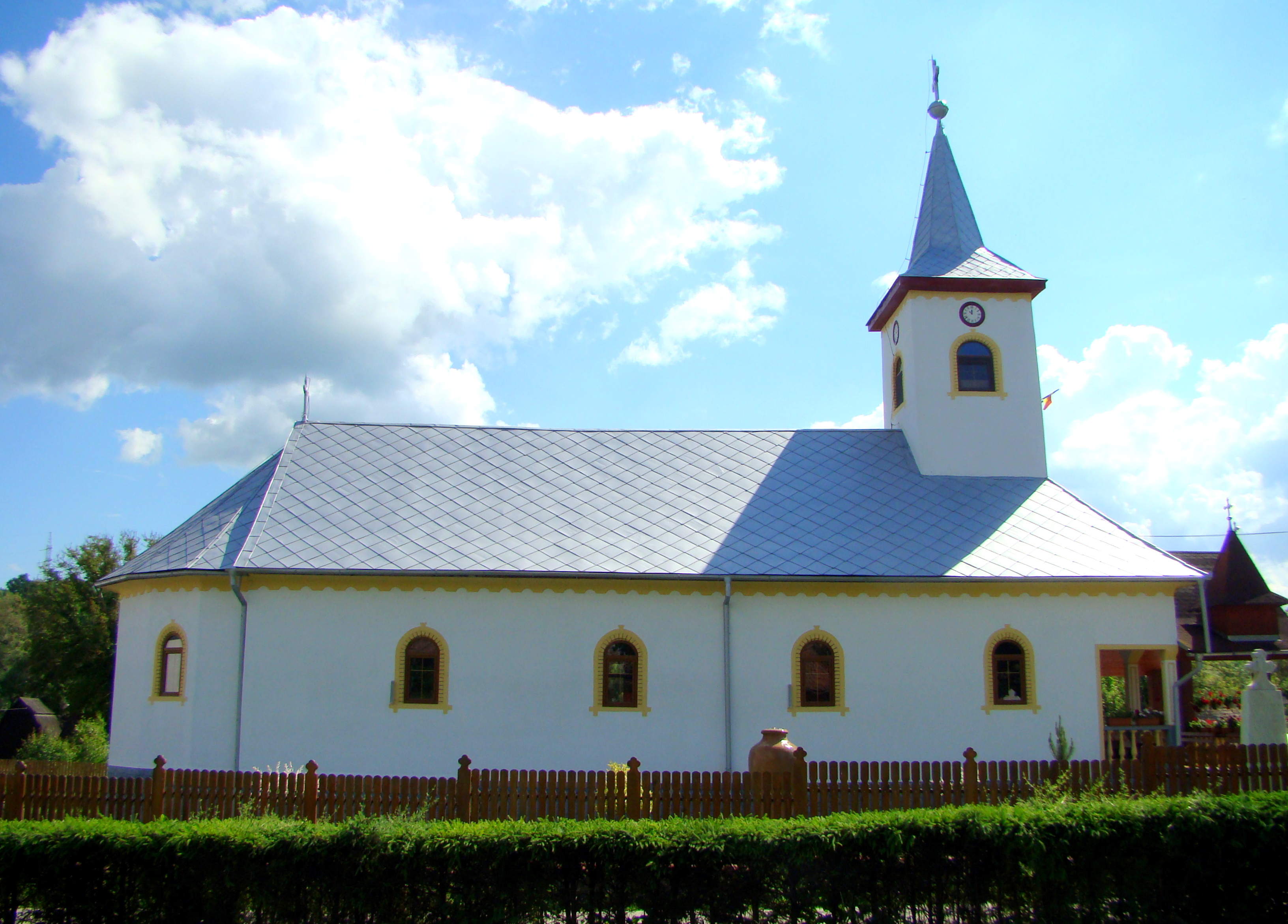
Biserica de lemn
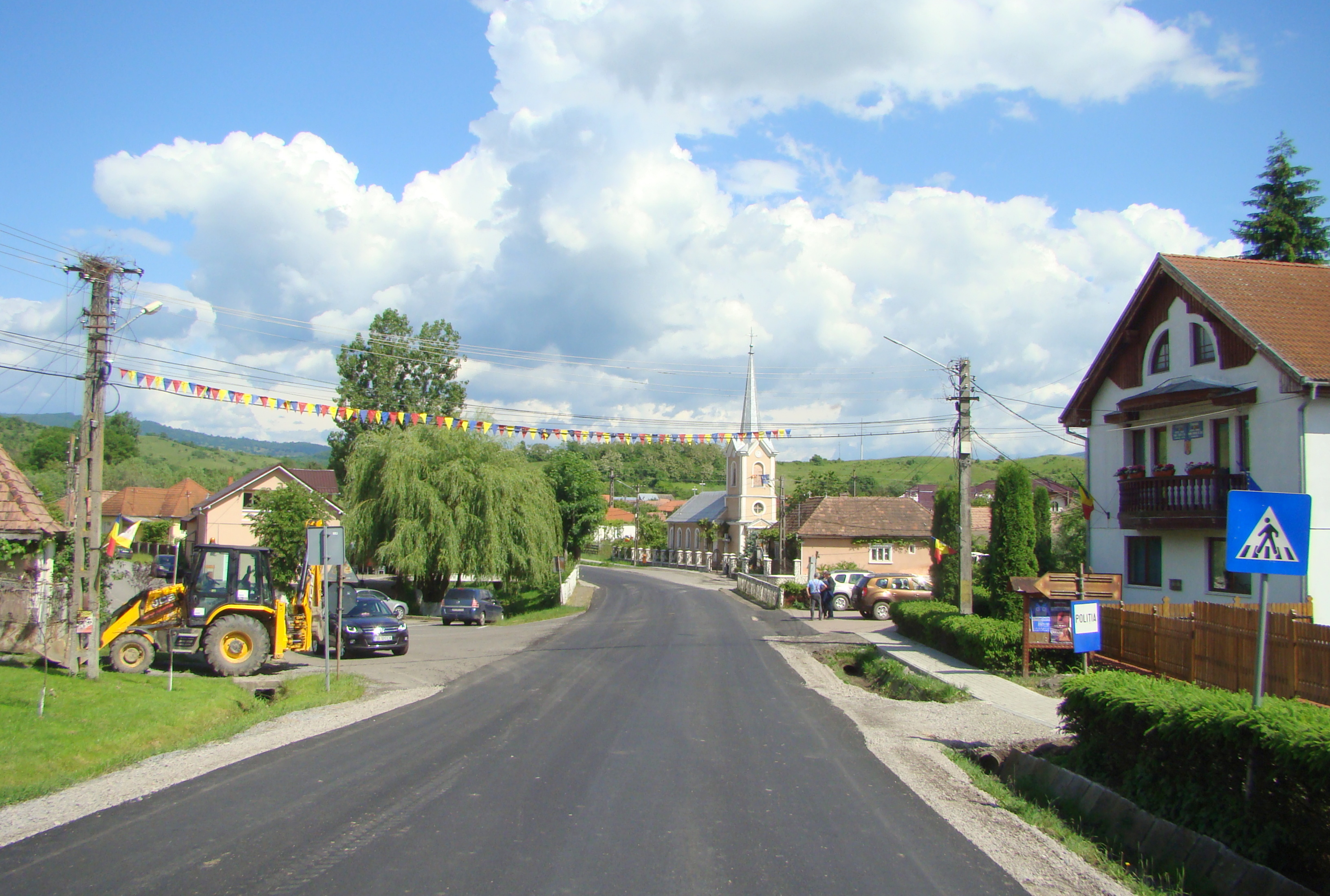
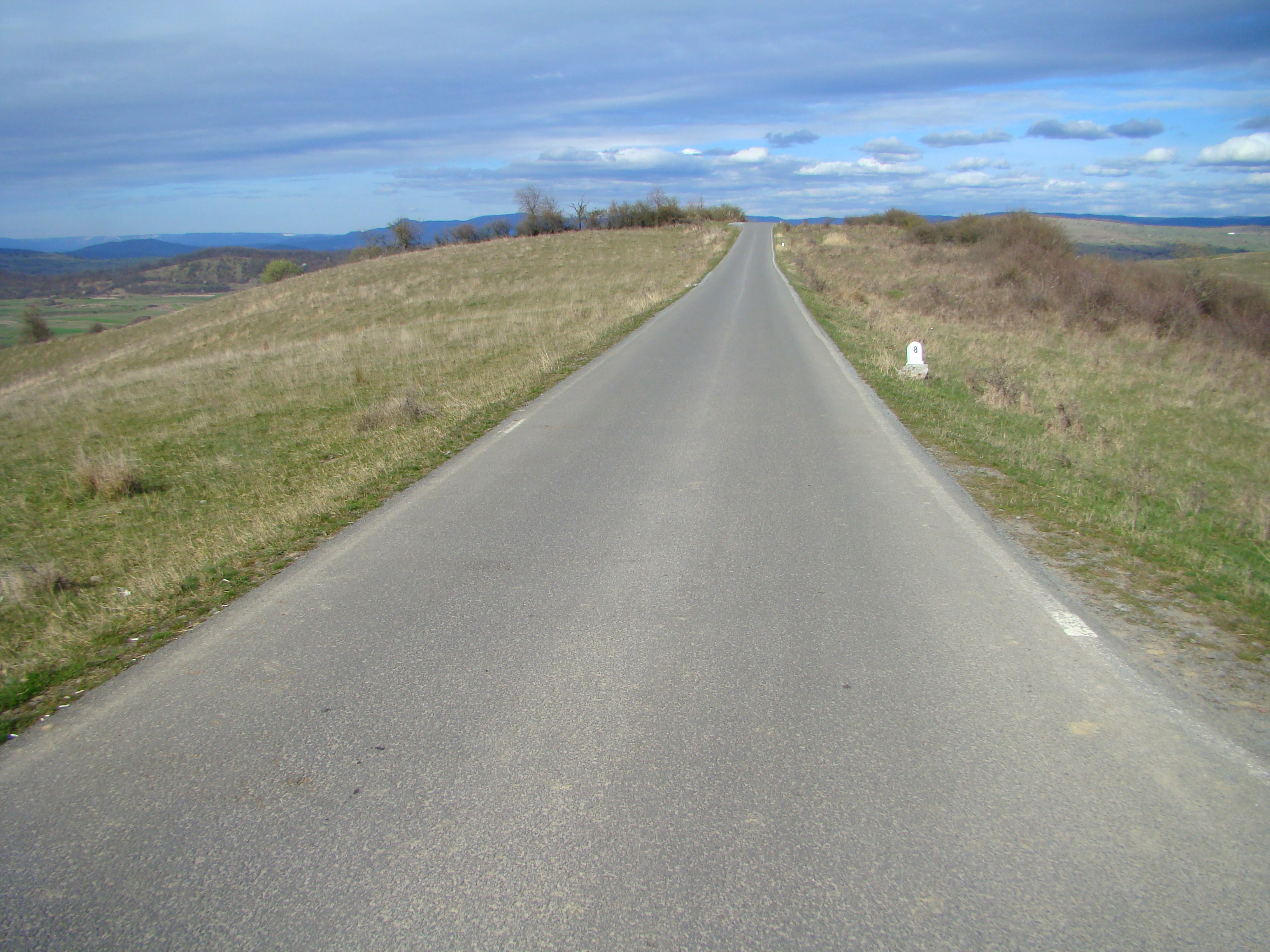
Drumul Chiheru de Jos-Urisiu de Jos
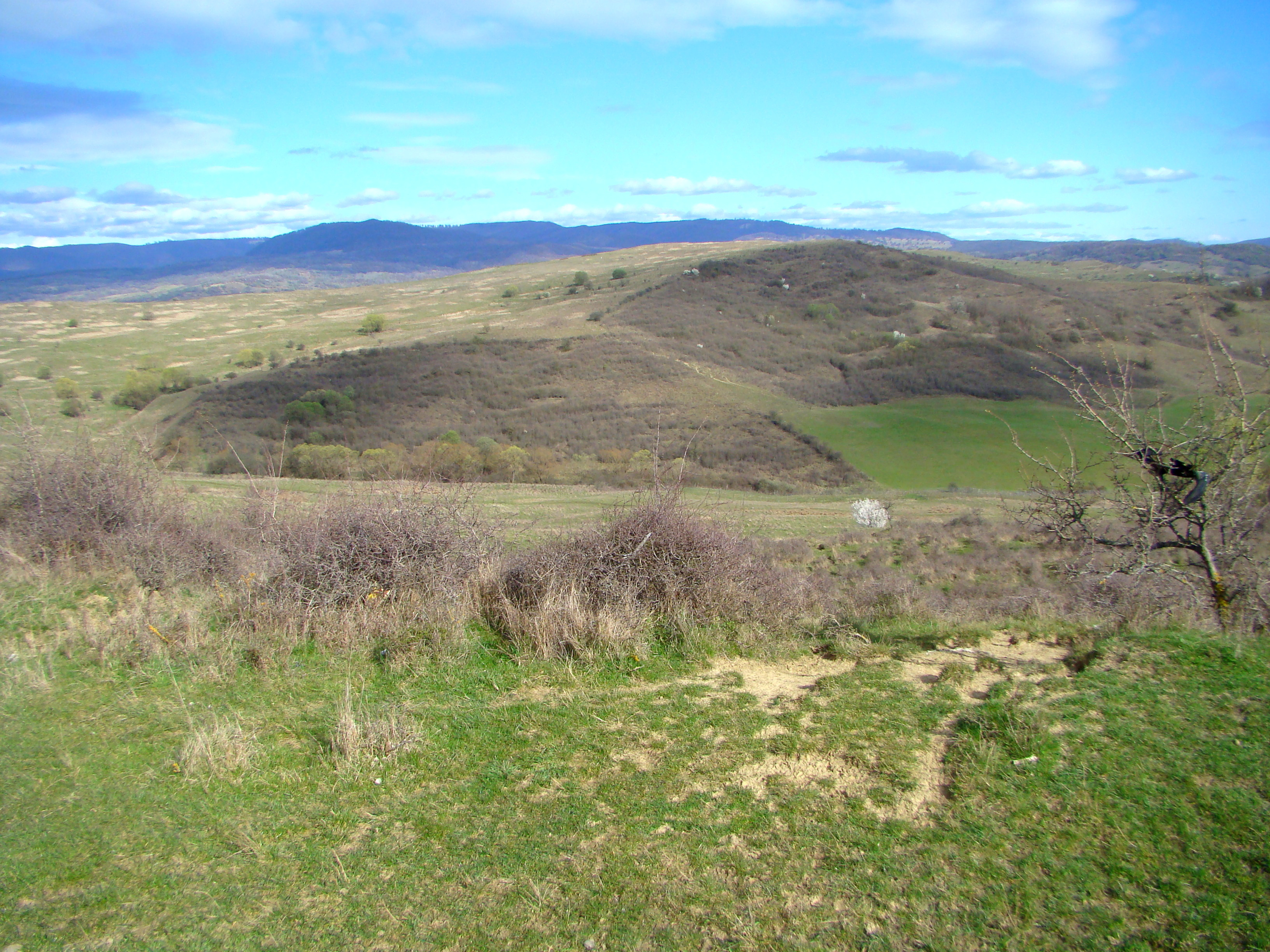
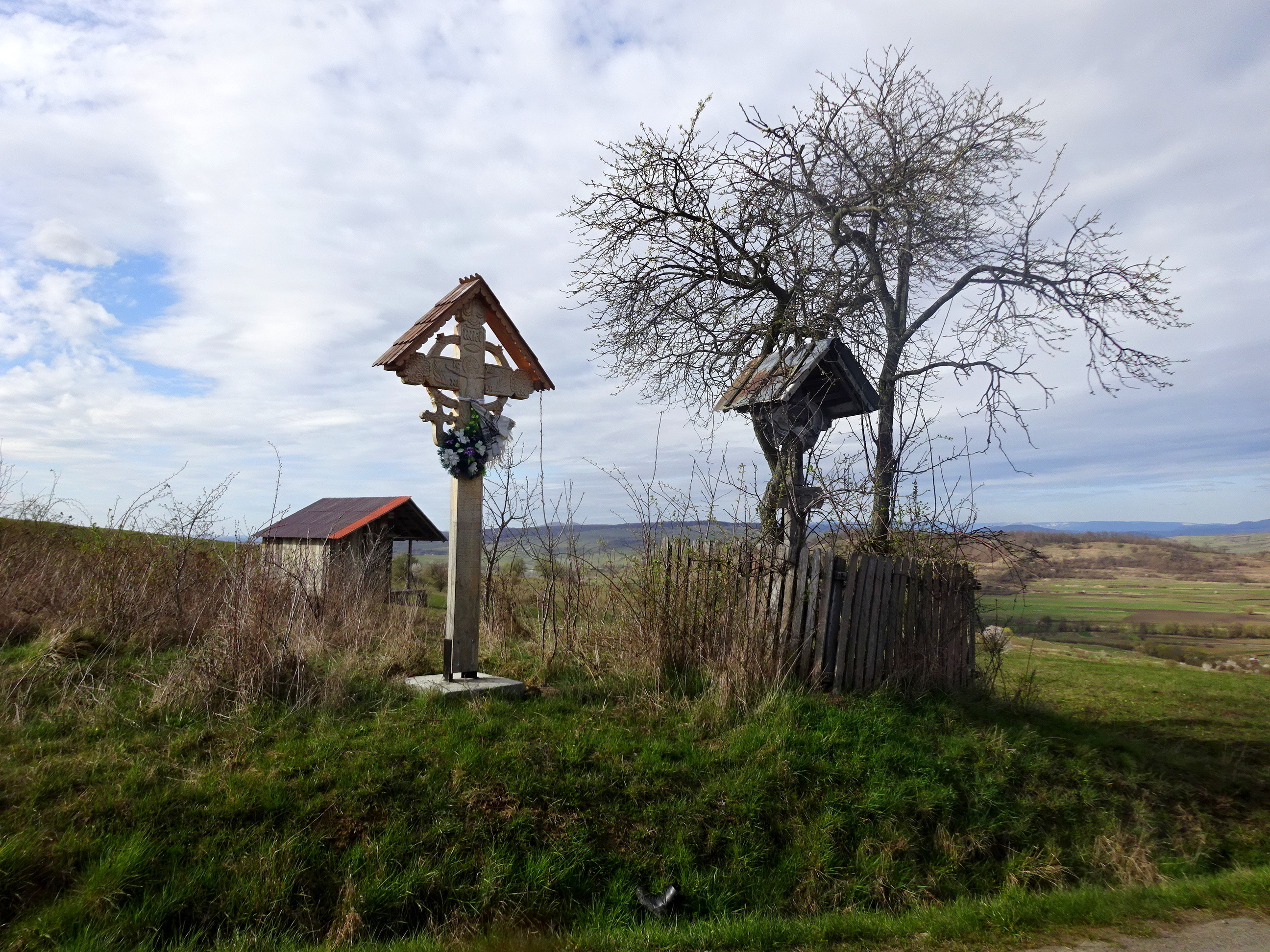
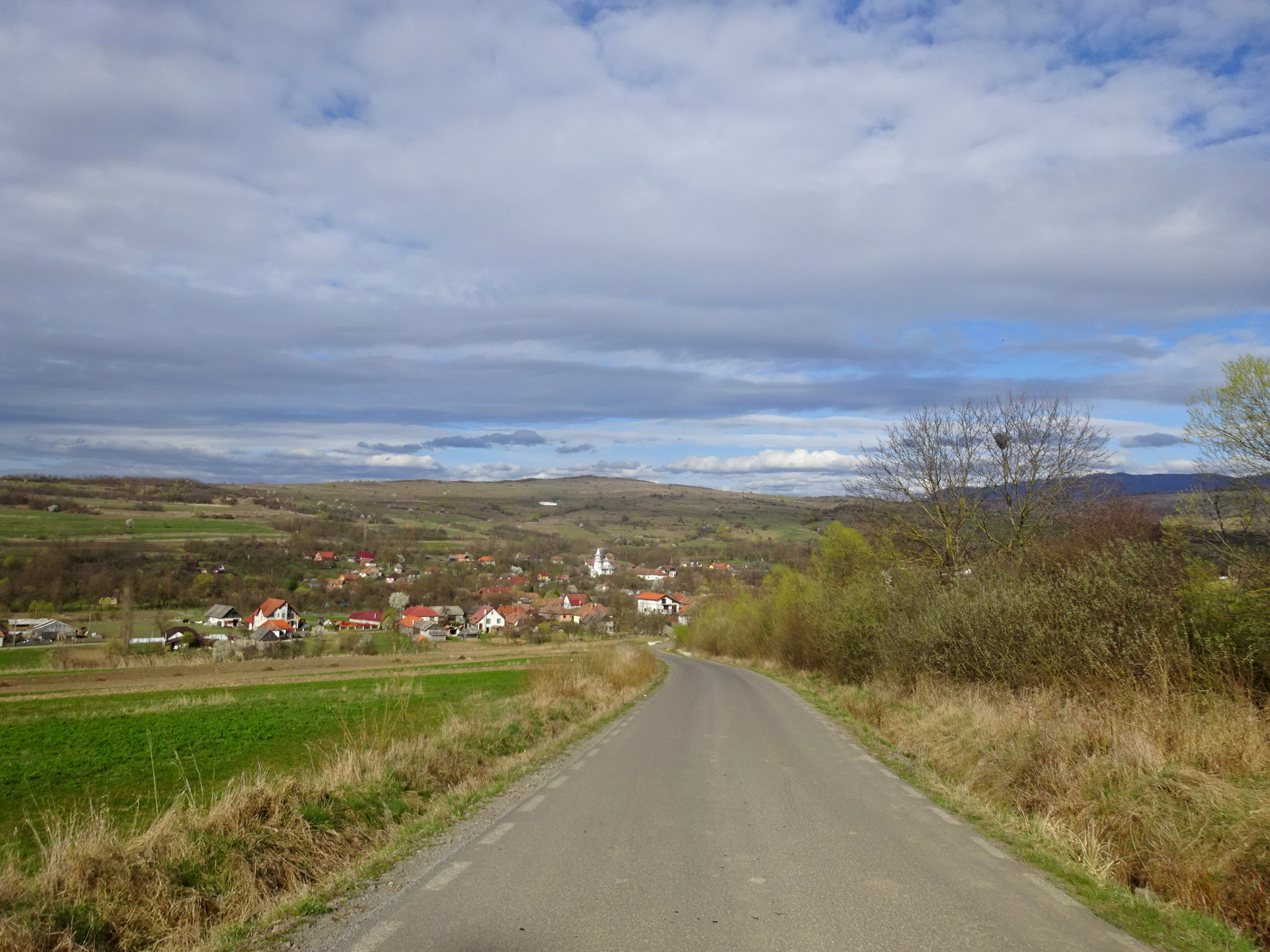
Urisiu de Jos
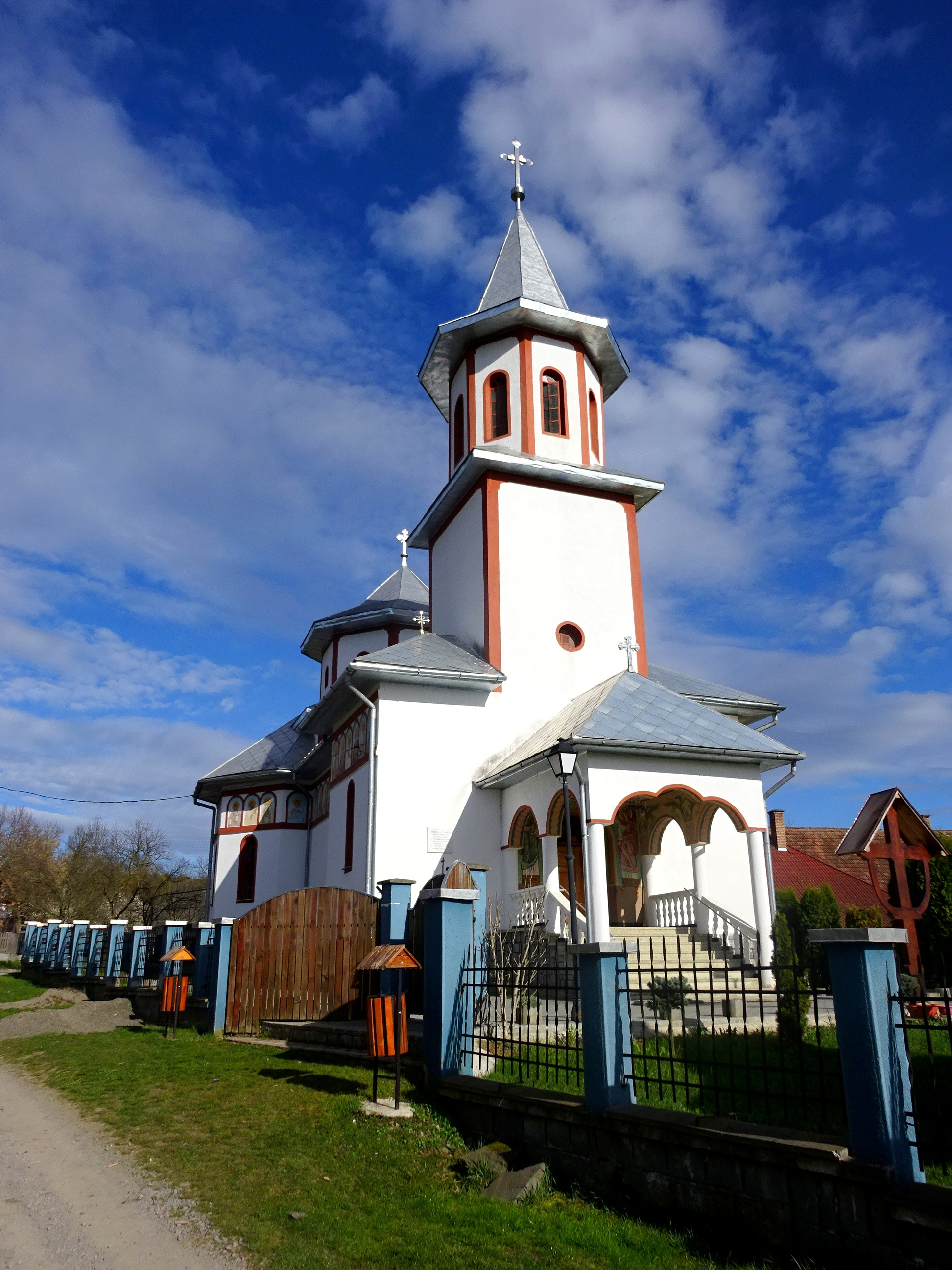
Biserica Adormirea Maicii Domnului
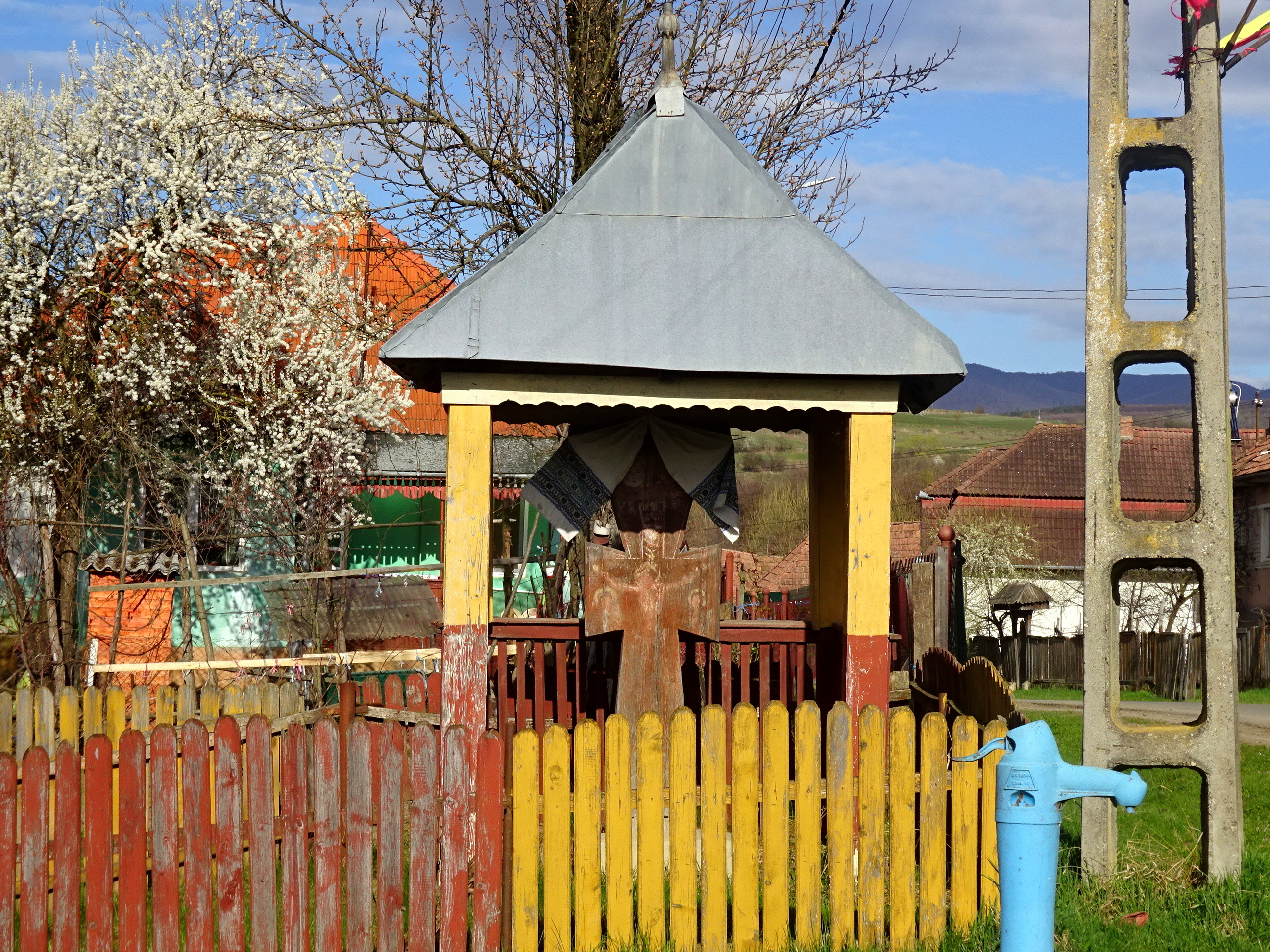
Troița din Urisiu de Jos
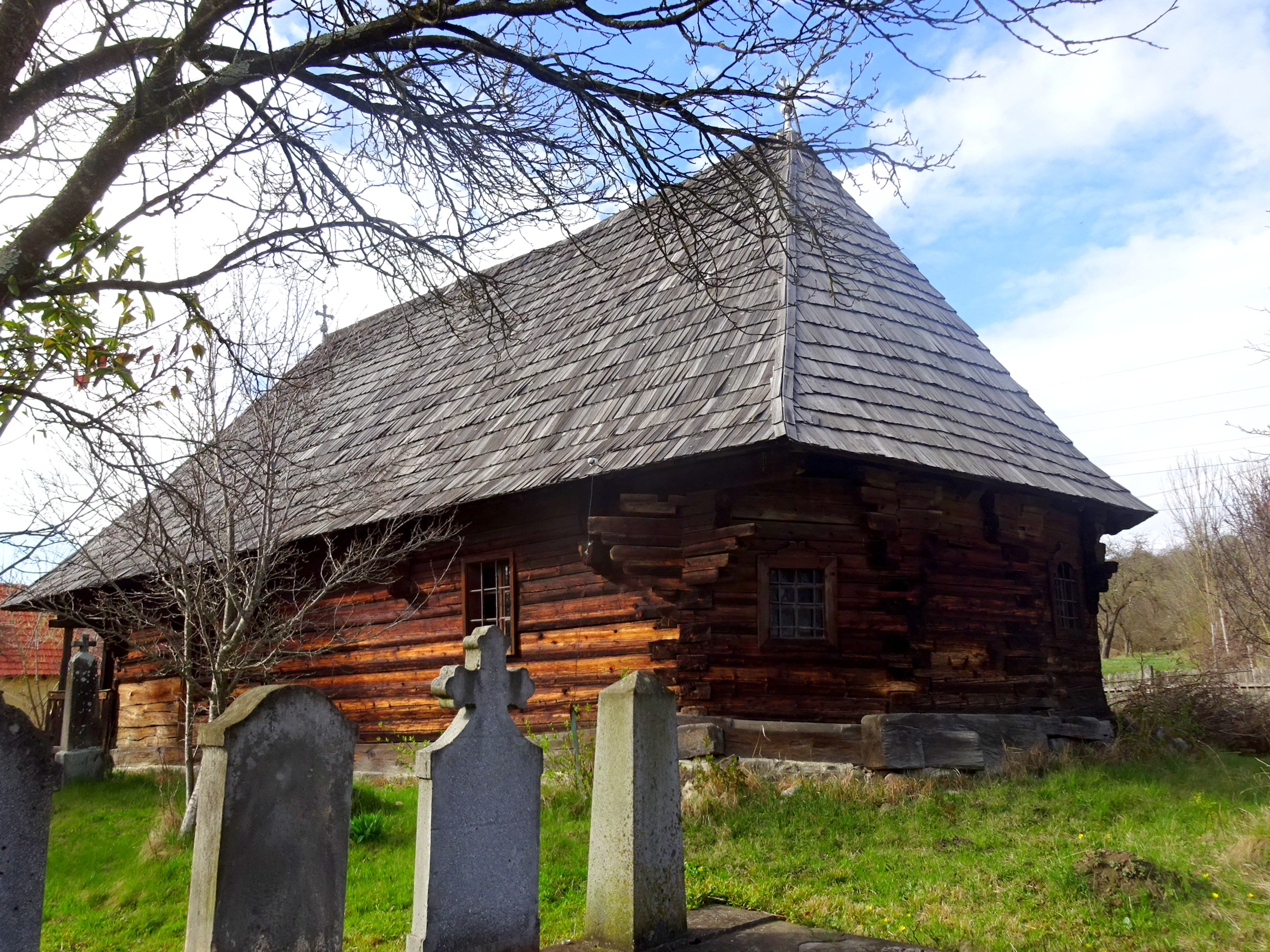
Biserica de lemn din Urisiu de Jos (monument istoric)
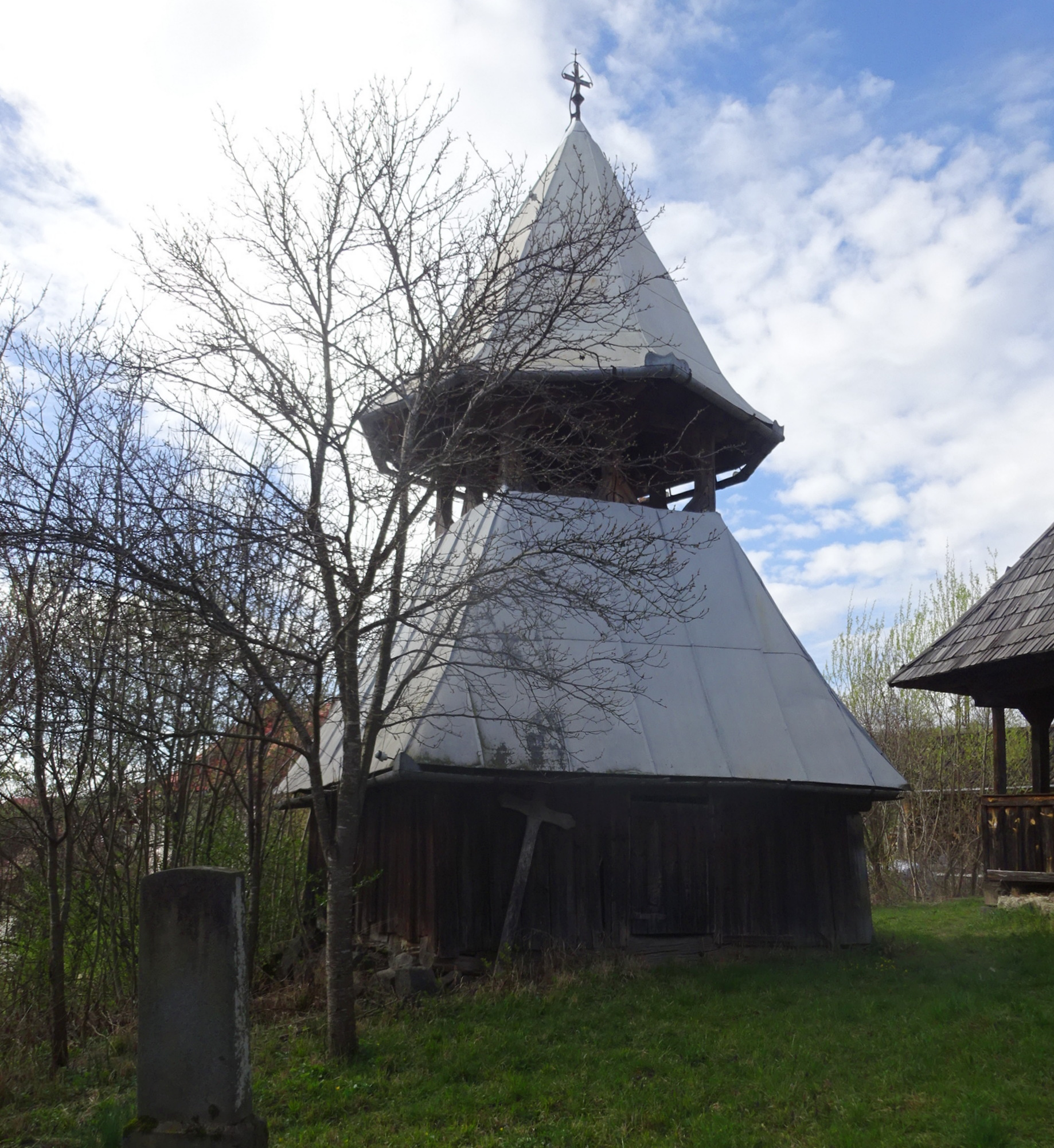
Clopotnița (monument istoric)
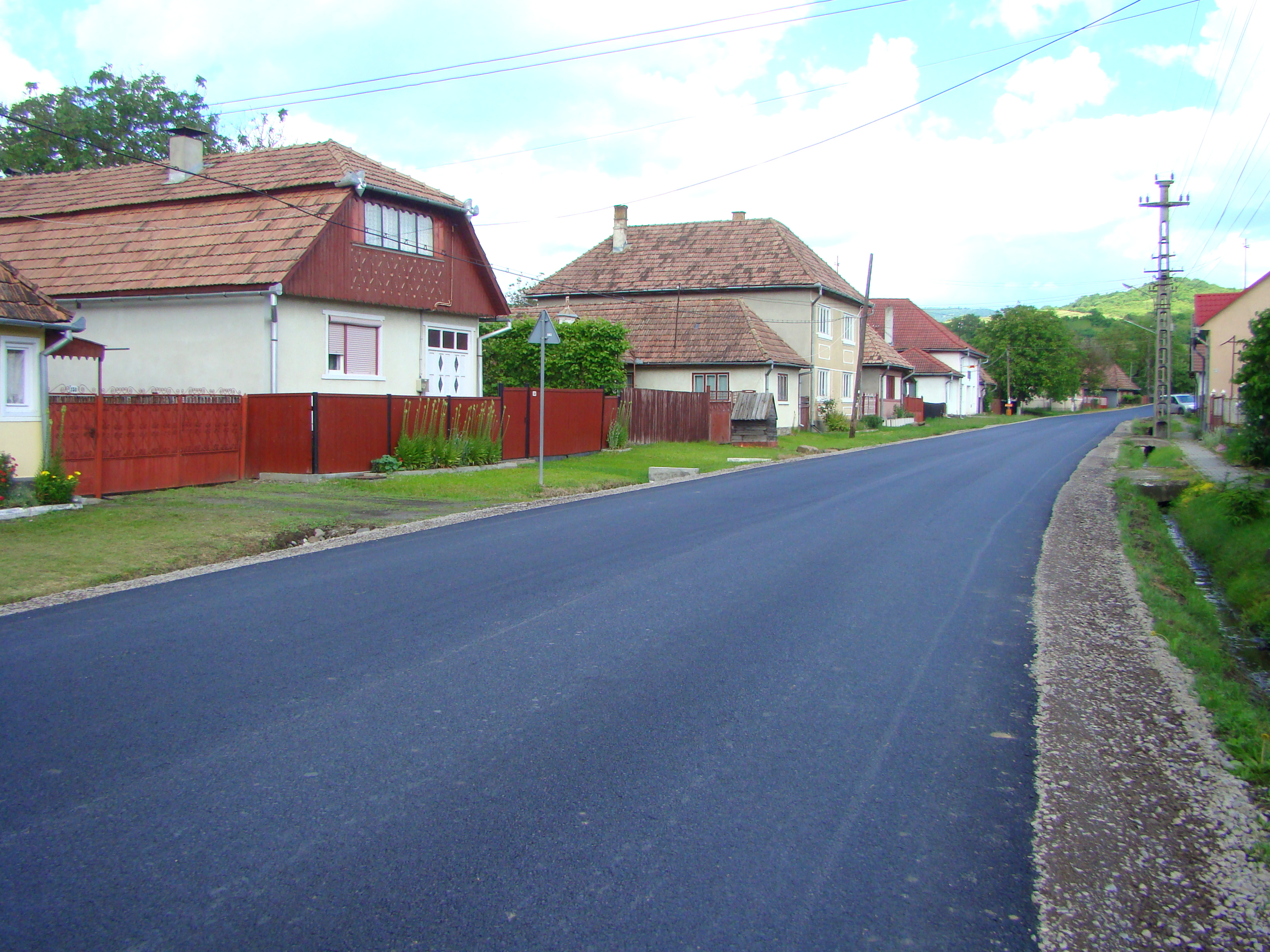
Chiheru de Sus
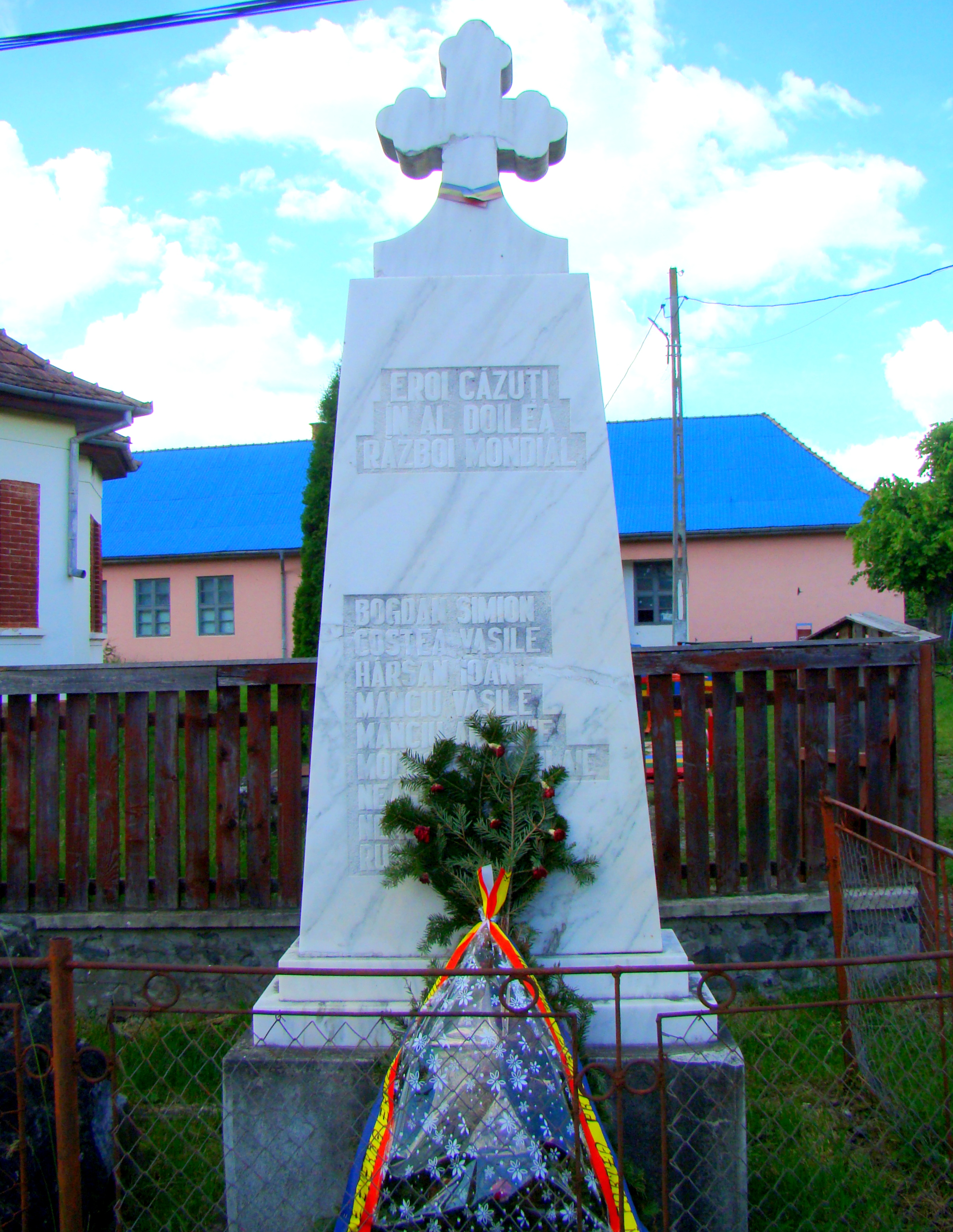
Monumentul eroilor
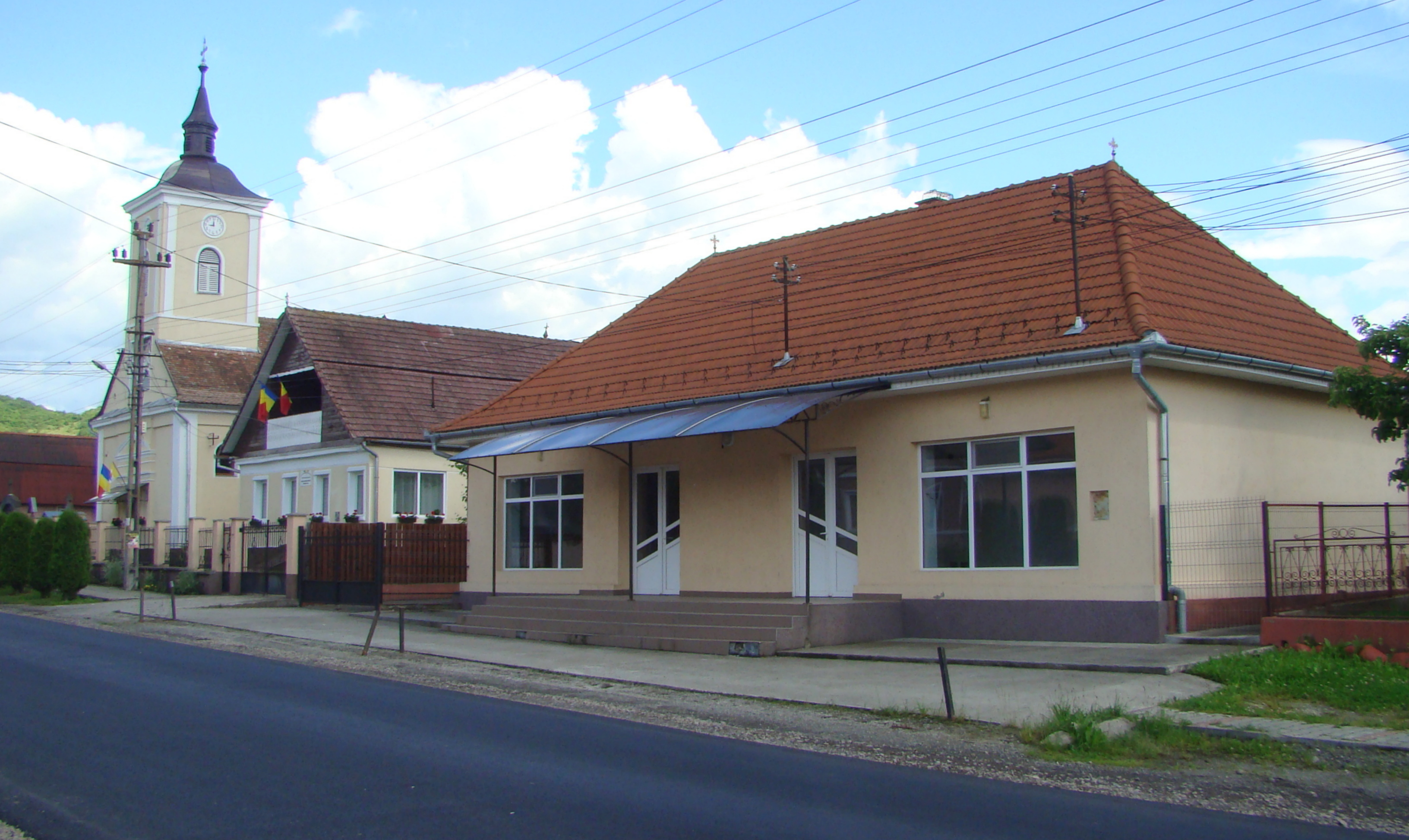
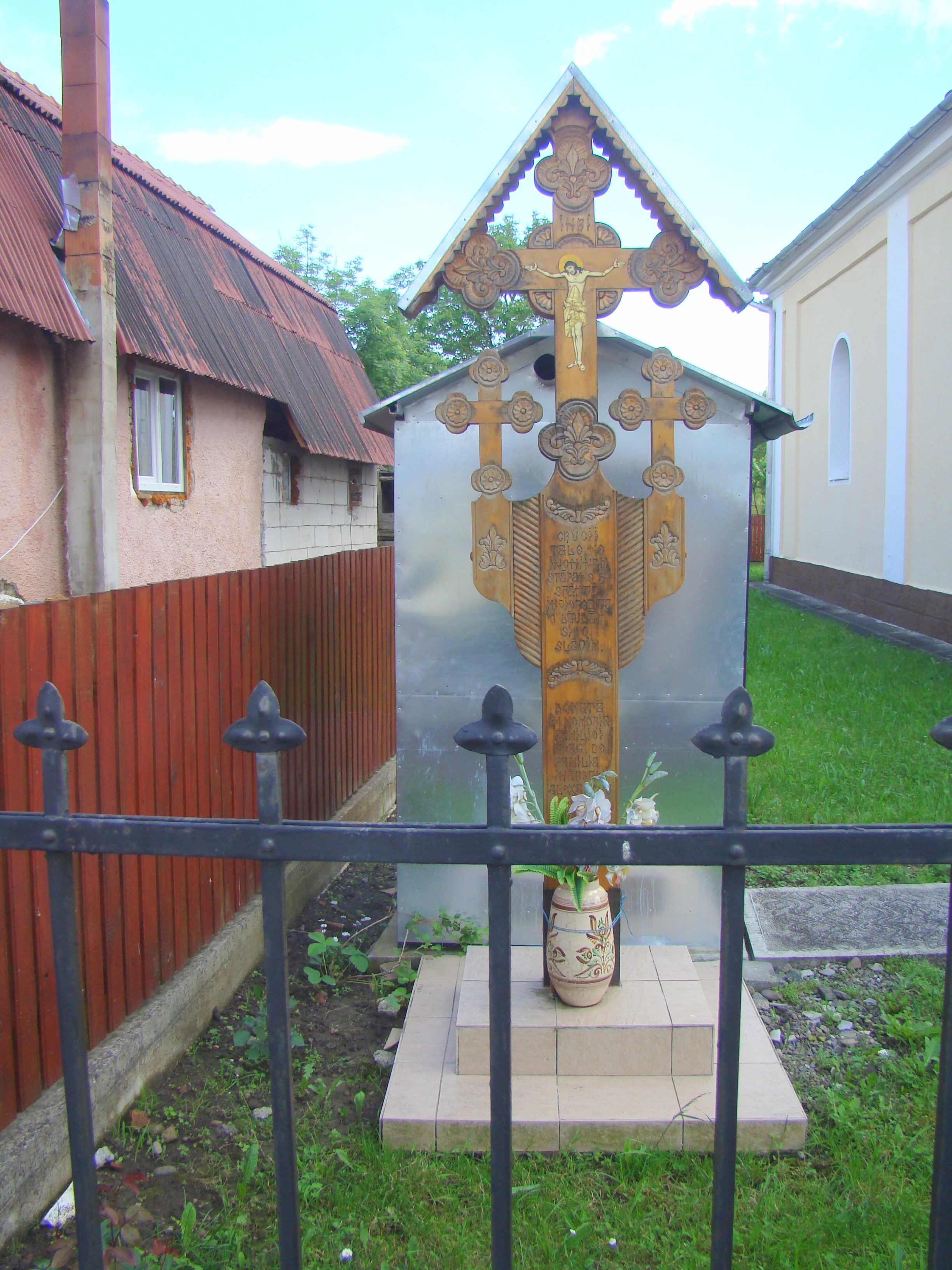
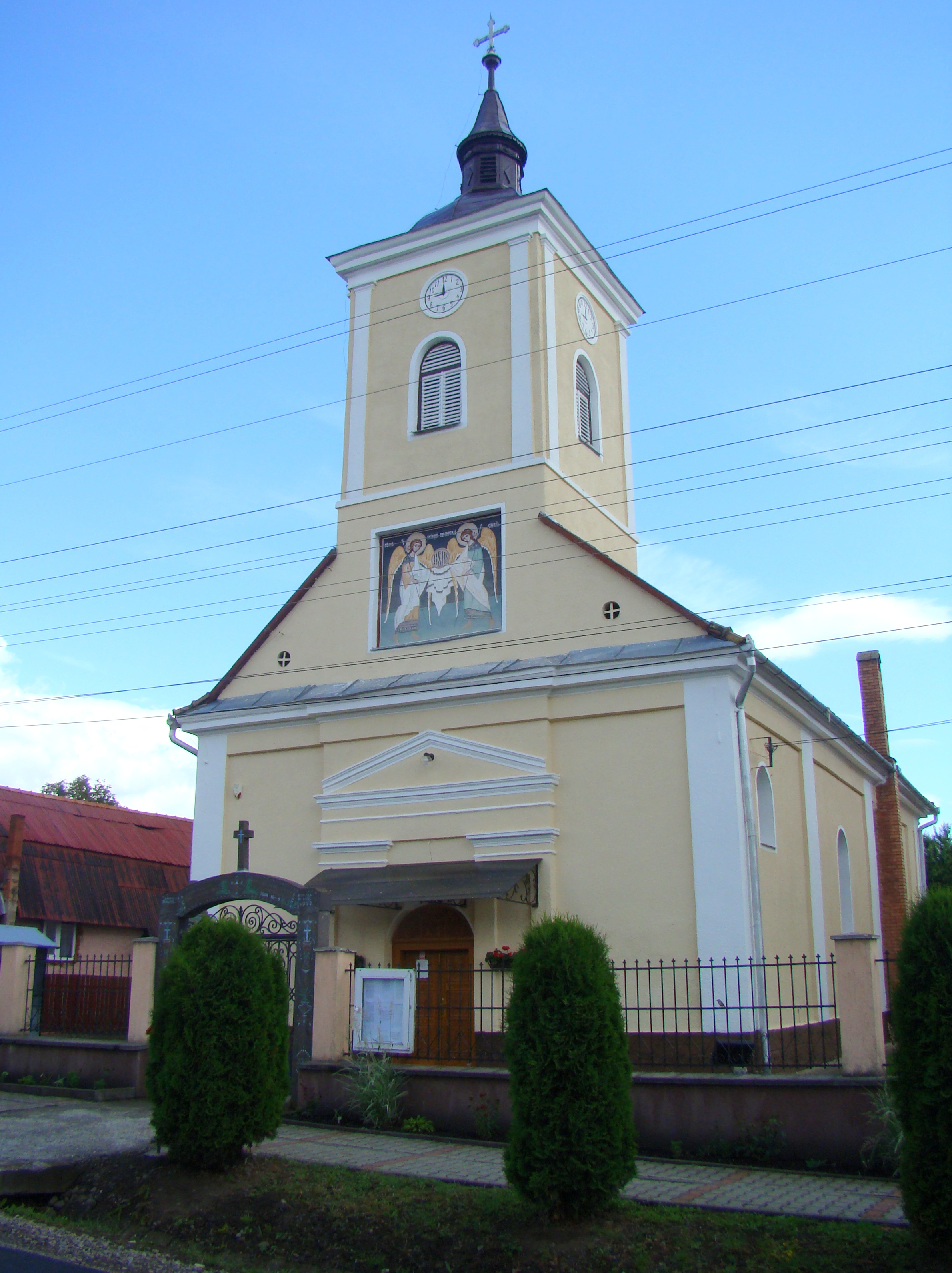
Biserica Sfinții Arhangheli din Chiheru de Sus (1867)
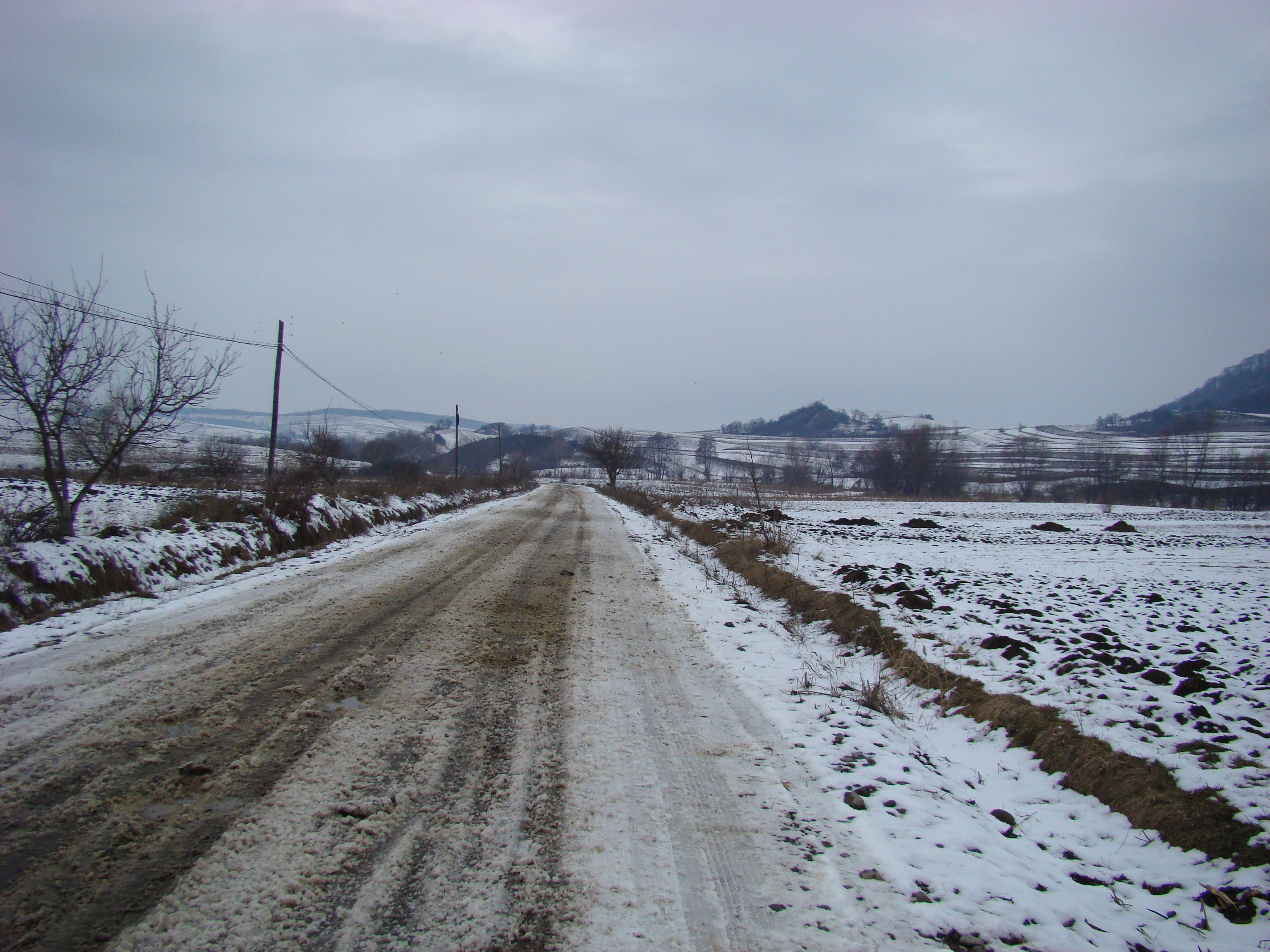
Drumul spre satul Urisiu de Sus
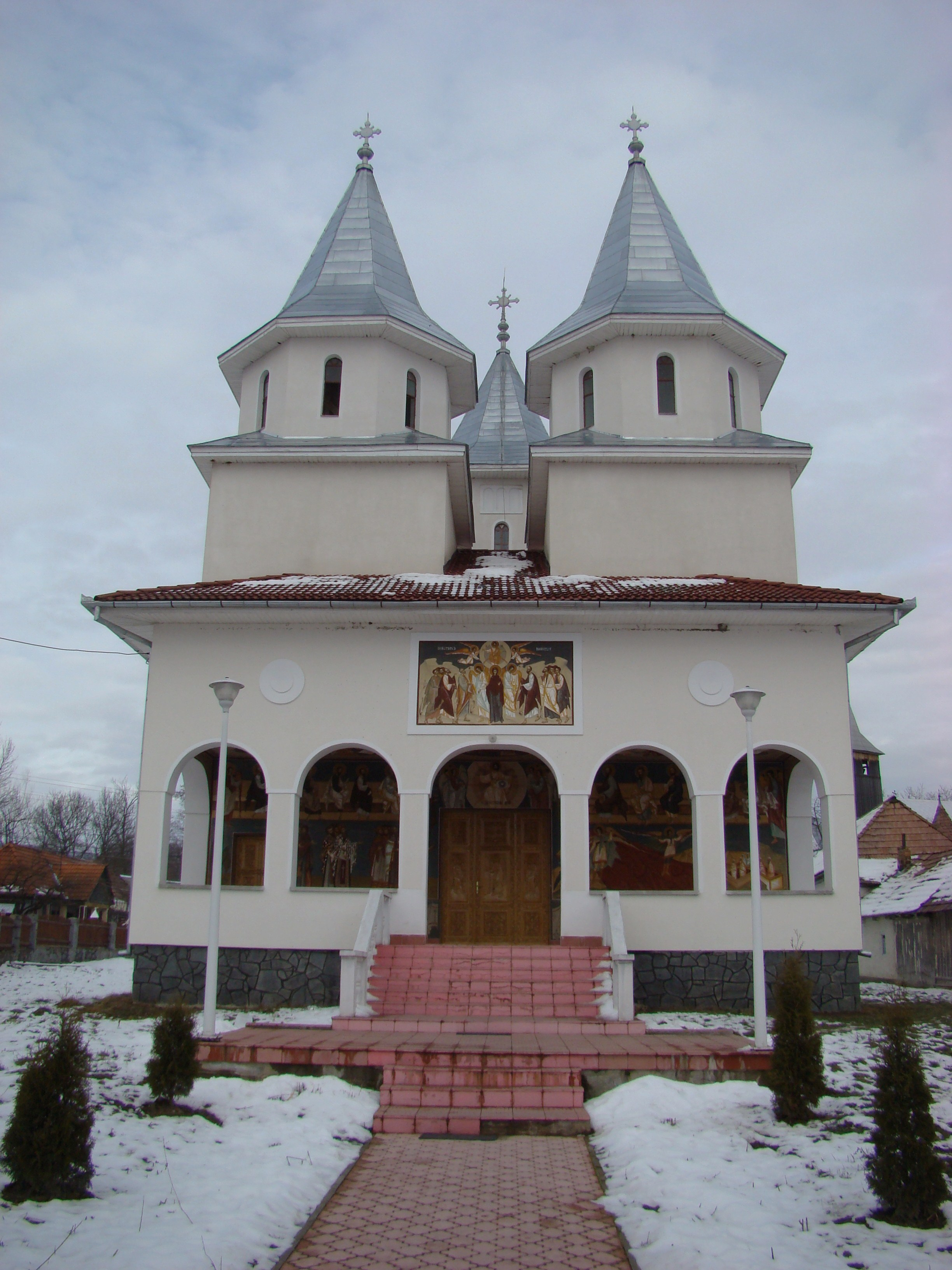
Biserica nouă, cu hramul „Înălțarea Domnului”
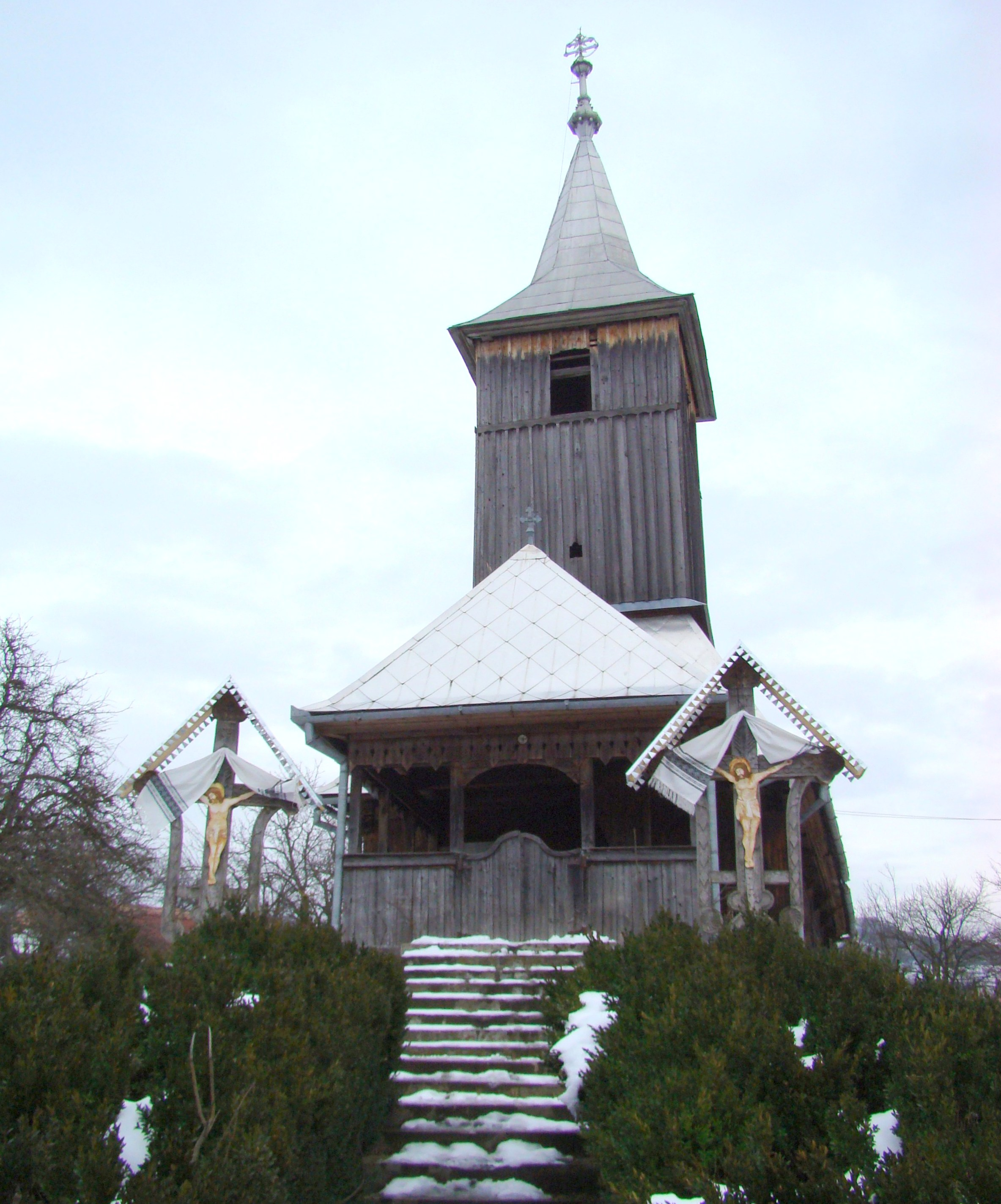
Biserica de lemn din Urisiu de Sus (monument istoric)
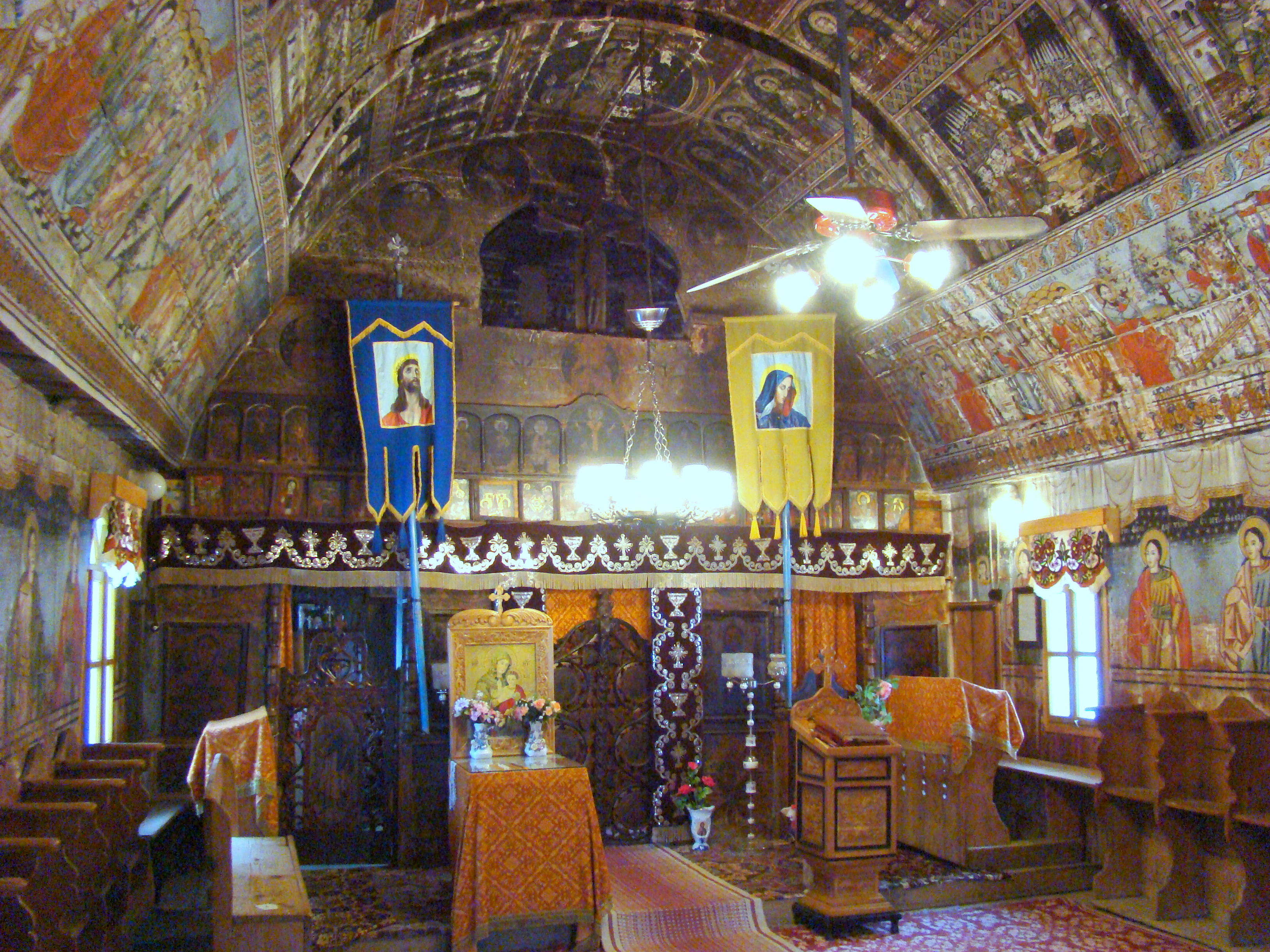
Biserica de lemn din Urisiu de Sus (monument istoric)